# János Ádám (tatăl)
János Ádám ( tatăl) (n.?, Kolozsvár-d.?,1620, Kolozsvár) a fost un poet umanist maghiar din Transilvania, a fost tatăl scriitorului János Ádám (fiul) (?-după 1670).